# Saxifraga kingiana
Saxifraga kingiana är en stenbräckeväxtart som beskrevs av Adolf Engler och Irmsch.. Saxifraga kingiana ingår i Bräckesläktet som ingår i familjen stenbräckeväxter. Inga underarter finns listade i Catalogue of Life.